# Adinandra dasyantha
Adinandra dasyantha är en tvåhjärtbladig växtart som beskrevs av Pieter Willem Korthals. Adinandra dasyantha ingår i släktet Adinandra och familjen Pentaphylacaceae. Inga underarter finns listade i Catalogue of Life.